# Tempel der Großloge von Massachusetts

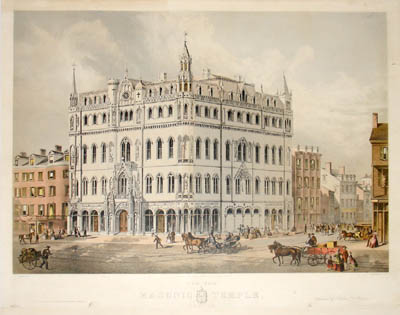
Historische Darstellung des Gebäudes und der Umgebung – der Künstler, Merrill G. Wheelock (1822–1866) war zugleich der Architekt des Gebäudes.

Der Tempel der Großloge von Massachusetts ist das älteste erhaltene Gebäude der amerikanischen Freimaurerei und befindet sich in Boston, Massachusetts.
Das ursprüngliche Gebäude, das Winthrop House war ein ehemaliges Hotel, das am 27. Dezember 1859 zur Freemason's Hall umbenannt wurde. Als es im April 1864 abbrannte, wurde ein neues Gebäude in frühem neugotischem Stil errichtet und am 24. Juni 1867 eingeweiht. Dieses Gebäude brannte am 7. September 1895 ab und so wiedererrichtete man an selber Stelle das heutige Gebäude, dessen Grundstein am 8. Juni 1898 gelegt wurde. Fertiggestellt und in freimaurerischer Zeremonie eingeweiht wurde es in der „Korinthischen Halle“ im Inneren des Gebäudes am 27. Dezember 1899. Diese variiert in Kontrast zur Fassade die klassizistische Formensprache.
Auch sonst ist das Gebäude im Inneren bemerkenswert ausgestattet. Es beherbergt eine Forschungsbibliothek zu Themen der Freimaurerei und historische Freimaurerartefakte sowie das Büro der Großloge von Massachusetts.